# Porte des Lilas (metrostation)
Porte des Lilas is een station van de metro in Parijs langs metrolijnen 3bis en 11. Het station bedient de omgeving van de Porte des Lilas, in het 19e en 20e arrondissement. Er is een aansluiting op tramlijn 3b.

## Geschiedenis
Het station werd geopend op 27 november 1921 als onderdeel van de verlenging van de toenmalige metrolijn 3 van station Gambetta naar station Porte des Lilas. Het was de bedoeling om metrolijn 3 te verbinden met metrolijn 7 in het station Pré Saint-Gervais. Daartoe werden twee stations aangelegd: een voor metrolijn 3 met erachter een keerlus, en een ander bij de aansluiting naar metrolijn 7. Op 28 april 1935 werd het station uitgebreid met perrons langs metrolijn 11.
De aansluiting met metrolijn 7 werd nooit ten volle gebruikt. Tot 1939 reed een pendeldienst tussen station Pré Saint-Gervais en Porte des Lilas, op een van de twee sporen, voie navette genaamd. Het andere spoor, Voie des Fêtes - werd niet regulier gebruikt. Na het staken van de pendeldienst werd de voie navette gebruikt bij het testen van de bandenmetro en van de motorstellen type MP 51. Dit deel van het station Porte des Lilas werd gesloten en diende later onder andere als filmdecor. Het kreeg een eigen naam: station Porte des Lilas - Cinéma.
Toen op 27 maart 1971 metrolijn 3 vanuit station Gambetta werd verlengd naar station Gallieni, werd het traject van Gambetta tot Porte des Lilas de metrolijn 3bis.
Op 15 december 2012 werd bij het station een halte van tramlijn 3b geopend.

## Ligging

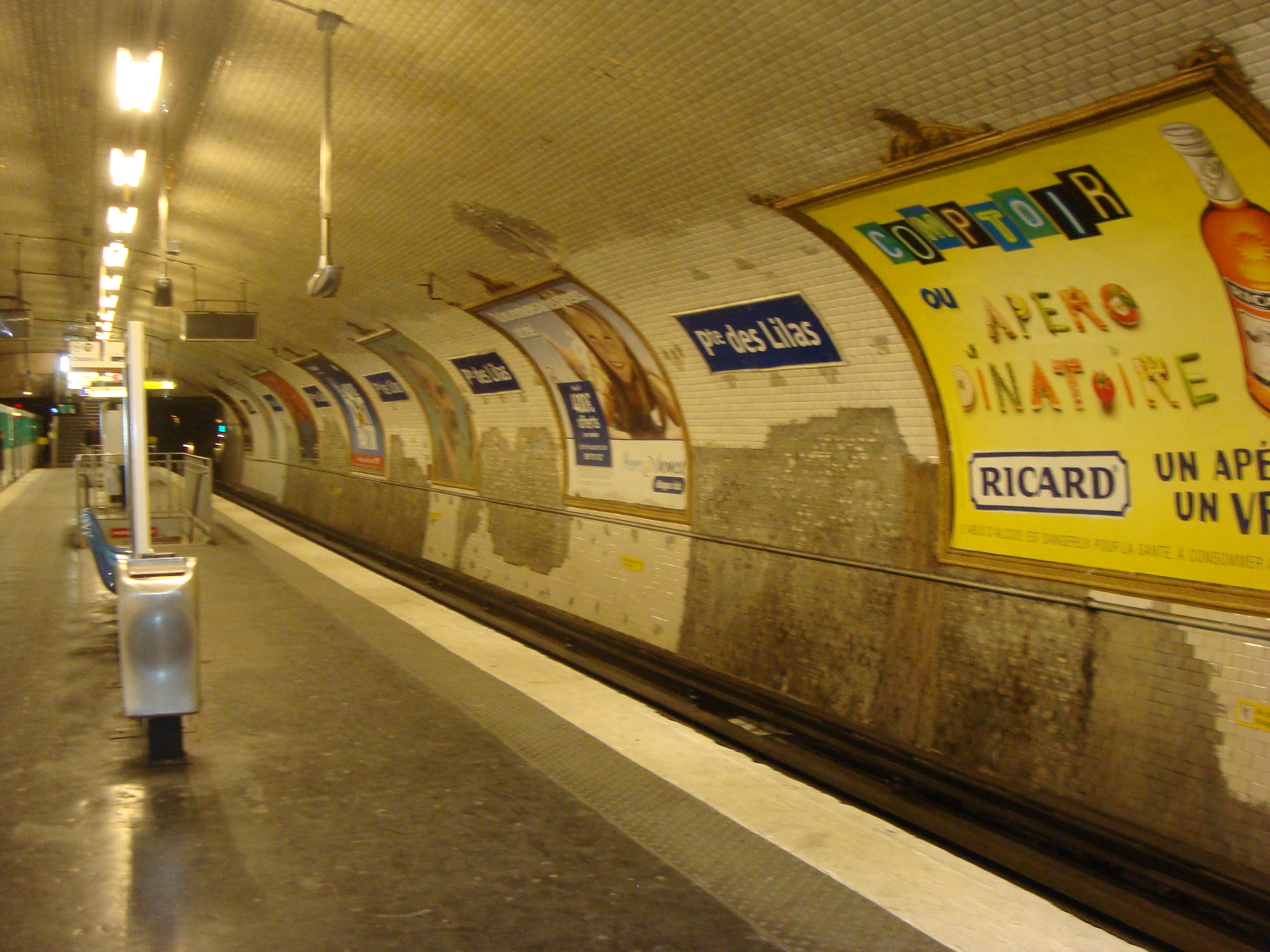
De perrons van lijn 11.

### Metrostations
Het metrostation van lijn 3bis ligt onder de avenue Gambetta, het station van lijn 11 ligt onder de rue de Belleville.

### Tramhalte
De tramhalte ligt op de boulevard Mortier.

## Toekomst
In de planning 2013-2020 van het SDRIF was het samenvoegen van metrolijnen 3bis en 7bis tot een nieuwe metrolijn voorzien. Hierbij zou het huidige spookstation Porte des Lilas - Cinéma weer worden geopend, en zou het spookstation Haxo alsnog worden geopend. In 2013 werd dit plan uitgesteld tot de periode na 2030.

## Aansluitingen
- RATP-busnetwerk: zeven lijnen
- Noctilien: twee lijnen

## Trivia
Voor "John Wick, deel 4" is een scene in dit station opgenomen met Laurence Fishburn en Keanu Reeves.
Gambetta ·
Pelleport ·
Saint-Fargeau ·
Porte des Lilas
Châtelet · 
Hôtel de Ville · 
Rambuteau · 
Arts et Métiers · 
République · 
Goncourt · 
Belleville · 
Pyrénées · 
Jourdain · 
Place des Fêtes · 
Télégraphe · 
Porte des Lilas · 
Mairie des Lilas
Serge Gainsbourg · 
Romainville - Carnot · 
Montreuil - Hôpital · 
La Dhuys · 
Coteaux Beauclair · 
Rosny-Bois-Perrier